# Симеон (Голубка)
Архиепи́скоп Симео́н (в миру Степа́н Миха́йлович Голу́бка; род. 26 ноября 1968, село Угля, Тячевский район, Закарпатская область, Украина) — архиерей Украинской православной церкви (Московского патриархата), архиепископ Угольский, викарий Хустской епархии (с 2019). Родной брат епископа Парамона, архиерея Русской Православной Церкви.

## Биография
Родился 26 ноября 1968 года в селе Угля Тячевского района Закарпатской области, в многодетной семье служащих. 9 января 1968 года крещён в храме Рождества Пресвятой Богородицы в селе Угля. Небесный покровитель — Стефан Первомученик. В монашеском пострижении — в честь преподобного Симеона Столпника, память 14 сентября.
В 1985—1986 годах работал рабочим на деревообрабатывающем комбинате в посёлке городского типа Тересва. С 1986 по 1988 год служил в рядах ВС, заместитель командира взвода, сержант.
В 1989 году по рекомендации и благословению епископа Мукачевского и Ужгородского Дамаскина (Бодрого) поступил в Московскую духовную семинарию.
С 1997 по 2001 год учился во Прешовском университете (Словакия) на богословском факультете. Закончил четыре курса, на данный момент в академическом отпуске в связи с несением послушания настоятеля монастыря преподобного Симеона Столпника в городе Виноградове (Закарпатская область). Владеет словацким языком.
9 июля 1991 года архиепископом Мукачевским и Ужгородским Евфимием (Шутаком) был совершен монашеский постриг в Свято-Троицком монастыре города Хуста Закарпатской области.
12 июля 1991 года рукоположён в сан диакона архиепископом Мукачевским и Ужгородским Евфимием.
2 августа 1991 года рукоположён в сан пресвитера архиепископом Саввой (Бабинцом).
В 1991—1992 годах нёс послушание духовника Свято-Успенской женской обители в селе Угля Тячевского района Закарпатской области.
В 1992—1993 годах — штатный священник Свято-Успенского храма в городе Виноградове Закарпатской области.
В 1993—1995 годах был командирован в Прешовскую епархию (Православная церковь Чешских земель и Словакии).
В 1995—1996 годах — штатный священник Свято-Успенского храма в городе Виноградове, с 1996 года — настоятель этого храма.
С 2001 года — настоятель мужского монастыря Симеона Столпника в городе Виноградове.
С 2015 года — член Епархиального церковного суда Хустской епархии.
В 1992 году награждён набедренником; в 1993 году — наперсным крестом; в 1999 году — палицей и крестом с украшениями; в 2011 году — удостоен права служения с открытыми Царскими вратами по «Отче наш»; в 2016 году — второй крест с украшениями. Была вручена также Почётная грамота предстоятеля Украинской православной церкви.

## Архиерейство
3 апреля 2019 года решением Священного синода УПЦ был избран епископом Угольським, викарием Хустской епархии.
5 апреля того же года в Аннозачатиевском храме Киево-Печерской Лавры наречён во епископа Угольського, викария Хустской епархии.
7 апреля 2019 года в храме в честь преподобных Антония и Феодосия Свято-Успенской Киево-Печерской лавры состоялась его архиерейская хиротония, которую совершили: митрополит Киевский и всея Украины Онуфрий (Березовский), митрополит Хустский и Виноградовский Марк (Петровцы), митрополит Донецкий и Мариупольский Иларион (Шукало), митрополит Вышгородский и Чернобыльский Павел (Лебедь), митрополит Луганский и Алчевский 	
Митрофан (Юрчук), митрополит Бориспольский и Броварской Антоний (Паканич), митрополит Архангельский и Холмогорский Даниил (Доровских), митрополит Херсонский и Таврический Иоанн (Сиопко), митрополит Могилёв-Подольский и Шаргородский Агапит (Бевцик), митрополит Святогорский Арсений (Яковенко), митрополит Уманский и Звенигородский Пантелеимон (Луговой), архиепископ Бучанский Пантелеимон (Бащук), архиепископ Бердянский и Приморский Ефрем (Яринко), епископ Сергиево-Посадский Парамон (Голубка), епископ Барышевский Виктор (Коцаба), епископ Белогородский Сильвестр (Стойчев), епископ Переяслав-Хмельницкий Дионисий (Пилипчук), епископ Волновахский Амвросий (Скобиола).
17 августа 2024 года возведён в сан архиепископа.